# Torgny Hanson
Torgny Hanson, född 4 mars 1945, är en svensk musikinspektör och dirigent inom Försvarsmusiken, lärare, ledare för en stor ungdomsorkester i Storbritannien, dirigent för Söderkåren inom Frälsningsarmén till och med hösten 2004, internationell gästdirigent med mera samt överstelöjtnant inom försvarsmusiken. Den 8 september 2004 mottog Hanson medaljen Pro Musica Militare. Torgny Hanson har sedan år 2013 en egen symfonisk blåsorkester, Torgny Hanson Wind Orchestra, som består av både yrkes- och amatörmusiker.
Han började spela kornett i Malmös frälsningsarmékår vid elva års ålder, och blev vice musikmästare vid sexton års ålder. Vid 18 års ålder påbörjade han sin utbildning vid musikhögskolan i Malmö. 1971 studerade han vid Guildhall School of Music and Drama.
Även Torgny Hansons söner Alexander Hanson och Andreas Hanson är dirigenter.

## Priser och utmärkelser
- 2021 – Medaljen för tonkonstens främjande